# Planquery
Planquery – miejscowość i gmina we Francji, w regionie Normandia, w departamencie Calvados.
Według danych na rok 1990 gminę zamieszkiwało 255 osób, a gęstość zaludnienia wynosiła 18 osób/km² (wśród 1815 gmin Dolnej Normandii Planquery plasuje się na 636. miejscu pod względem liczby ludności, natomiast pod względem powierzchni na miejscu 272.).